# Bing Crosby
Harry Lillis “Bing” Crosby, ameriški pevec, * 3. maj 1903, Tacoma, Washington, Združene države Amerike, † 14. oktober 1977, Madrid, Španija.